# Carex hartmanii
Carex hartmanii là một loài thực vật có hoa trong họ Cói. Loài này được Cajander mô tả khoa học đầu tiên năm 1935.